# Прокопий (узурпатор)
Проко́пий (лат. Procopius; 325, Киликия — 27 мая 366, Фракия) — император-узурпатор в 365—366 годах. Двоюродный брат императора Юлиана Отступника (их матери были сёстрами — дочерьми Юлия Юлиана).
В Персидском походе Юлиана Прокопий командовал крупным отрядом, действовавшим автономно. После смерти Юлиана и избрания войском новым императором Иовиана, Прокопий в сентябре 365 года, воспользовавшись недовольством населения восточной столицы, поднял мятеж в Константинополе и провозгласил себя Августом. На сторону Прокопия перешли легионы, ранее служившие под его командованием, кроме того, он собрал отряды из рабов. Была начата чеканка монеты с изображением узурпатора. Аристократия в целом не поддержала притязания Прокопия на власть, но на его стороне оказались языческие лидеры. На его сторону перешла Фракийская армия, но попытки поднять в свою пользу восстание в Иллирии закончились провалом. Тогда Прокопий направил свои усилия на захват малоазийских провинций. Халкидон, Никея, Никомедия, Гераклея и Кизик признали его власть, на его сторону переметнулись легионы, посланные императором Валентом II против узурпатора. К зиме 365 года под власть Прокопия перешли провинции Вифиния и Геллеспонт. Однако Прокопий испытывал острый дефицит средств, необходимых для содержания армии и оплаты наёмных варварских отрядов, поскольку самые богатые провинции оставались под властью Валента II. Прокопий вынужден был в массовом порядке проводить конфискации имущества богатых римлян, не поддержавших его, и тем лишил себя поддержки сенаторского сословия и стал терять сторонников среди провинциальной знати. В то же время усиливались позиции его противника, в последовавших битвах войска Прокопия стали переходить на сторону императора Валента II. Прокопий с несколькими приближенными пытался бежать, но его спутники предали его и выдали Валенту. 27 мая 366 года Прокопий был казнён где-то во Фракии.

## Монеты Прокопия
За время непродолжительного правления Прокопия было выпущено несколько видов монет: золотые солиды, серебряные силиквы, а также латунные монеты. Чеканка производилась на монетных дворах в Константинополе, Кизике, Никомедии и др. Легенда на аверсах — D N PROCO-PIVS P F AVG. На реверсах изображались: стоящий Прокопий, венок с надписью VOT V.